# Alfredo Castro (calciatore)
Alfredo da Silva Castro, noto semplicemente come Alfredo Castro (Vila do Conde, 5 ottobre 1962), è un ex calciatore portoghese, di ruolo portiere.

## Palmarès
- Coppa del Portogallo: 1

Boavista: 1997
- Supercoppa di Portogallo: 2

Boavista: 1993, 1997